# Scadoxus membranaceus
Scadoxus membranaceus är en amaryllisväxtart som först beskrevs av John Gilbert Baker, och fick sitt nu gällande namn av Ib Friis och Inger Nordal. Scadoxus membranaceus ingår i släktet Scadoxus och familjen amaryllisväxter. Inga underarter finns listade i Catalogue of Life.

## Bildgalleri

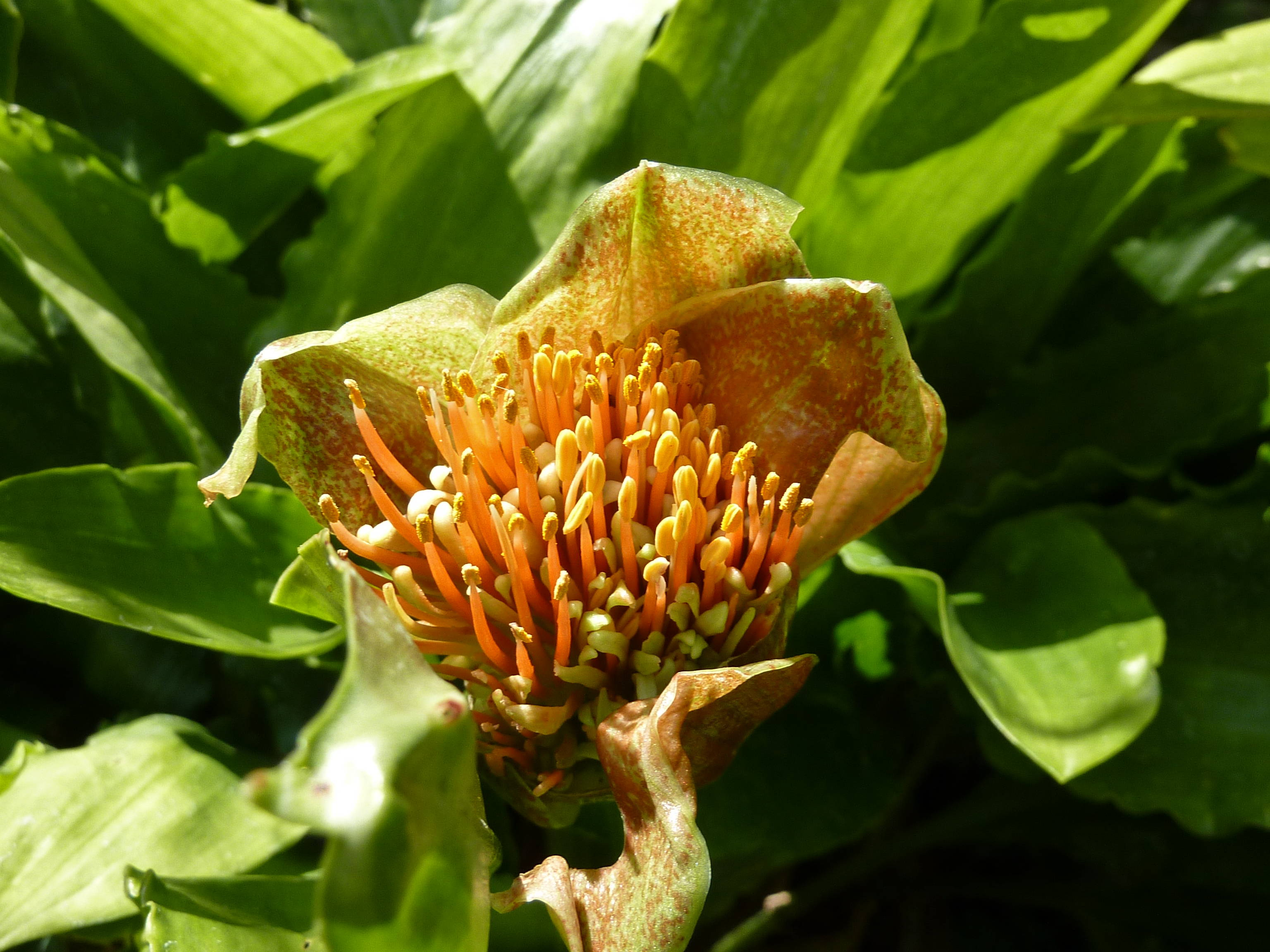